# Dodi Fayed

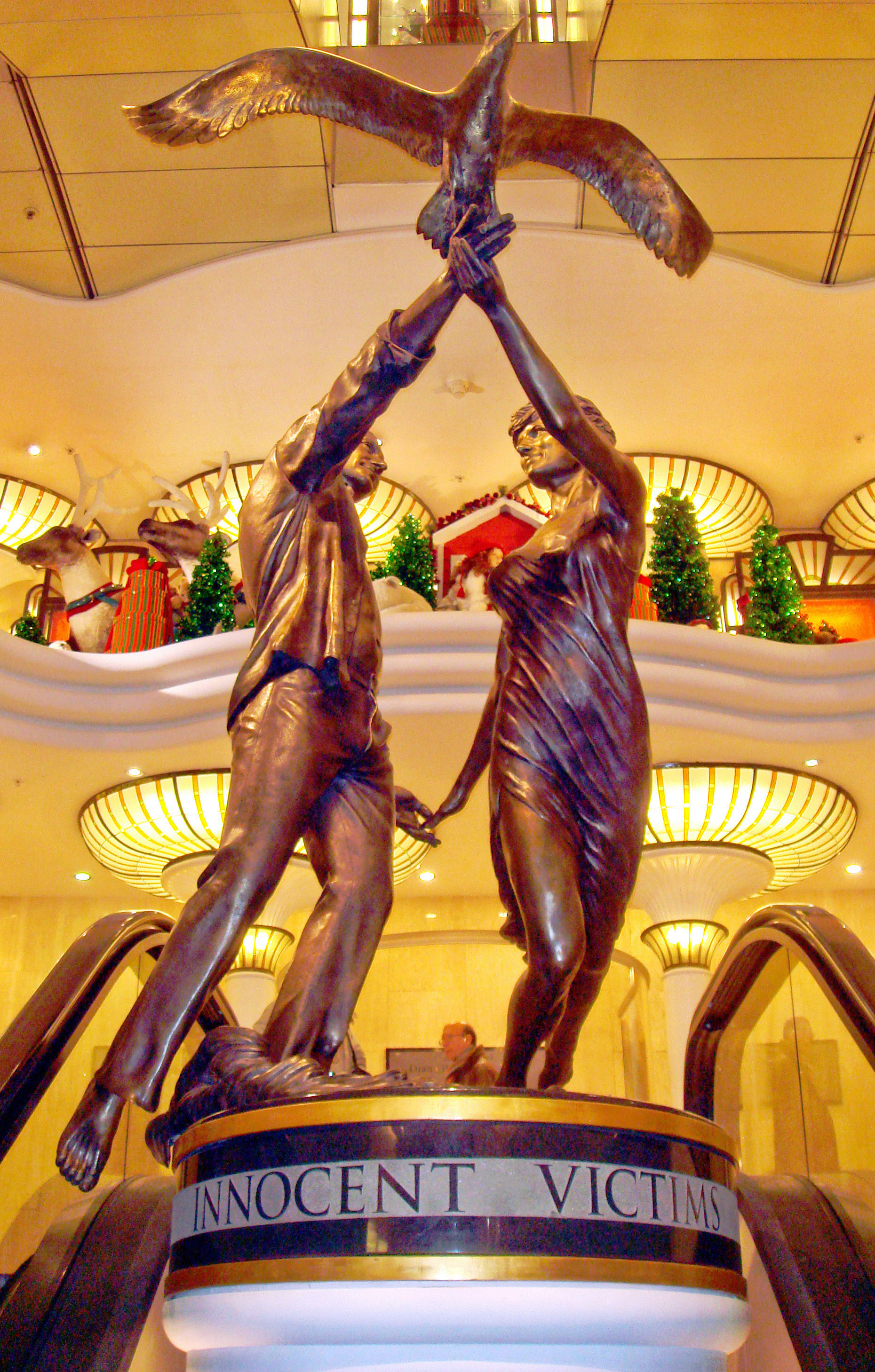
Minnesskulpturen "Innocent Victims" (2005) på Harrods.

Dodi Fayed, född 15 april 1955 i Alexandria i Egypten , död 31 augusti 1997 i Paris i Frankrike, var en egyptisk affärsman, son till den förmögne Mohamed Al-Fayed (som bland annat har ägt varuhuset Harrods i London). Dodi Fayed hade ett förhållande med brittiska prinsessan Diana då de båda 1997 omkom i en bilolycka i Paris. Fadern Mohamed Al-Fayed vägrade tro att det var en olycka och sökte därefter efter den förmodade gärningsmannen.